# Nuclear Regulatory Commission

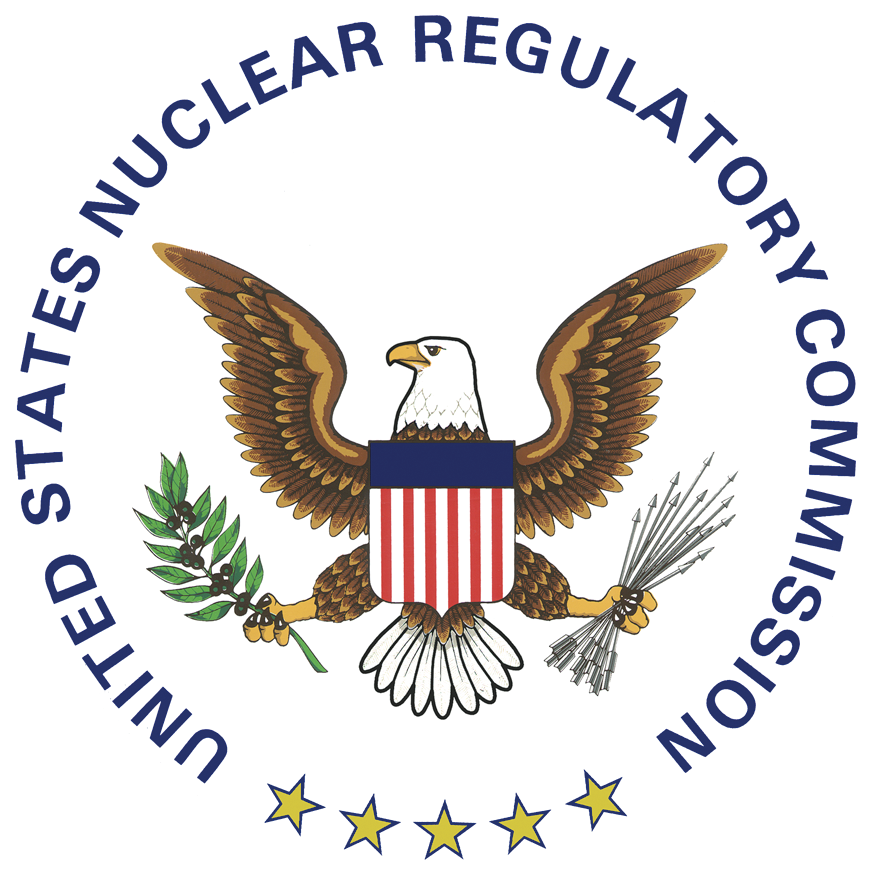
Oficiální znak NRC

NRC - Nuclear Regulatory Commission je hlavní regulační úřad pro jadernou bezpečnost na území USA (víceméně ekvivalentním k českému SÚJB). Jeho hlavním posláním je chránit veřejné zdraví a bezpečnost související s jadernou energií. To zahrnuje zejména zajištění bezpečného provozování jaderných zařízení a zajištění bezpečí občanů a životního prostředí před radioaktivními materiály a nebezpečným zářením. Dále má na starost licencování nových a stávajících jaderných zařízení, licencování používání radioaktivních materiálů, provádění inspekcí jaderných zařízení a dohled nad použitým (vyhořelým) jaderným palivem. Úřad byl zřízen 19. ledna 1975 zákonem Energy Reorganization Act of 1974 (zákon o reorganizaci energetiky z roku 1974) .

## Vedení NRC
NRC je vedeno 5 komisaři, kteří jsou na funkci navrhováni prezidentem USA a jmenováni senátem USA na 5 let. Jeden z těchto komisařů je pak prezidentem zvolen jako předseda NRC . 
Předsedou NRC je od 20. ledna 2021 Christopher T. Hanson 

## Struktura NRC

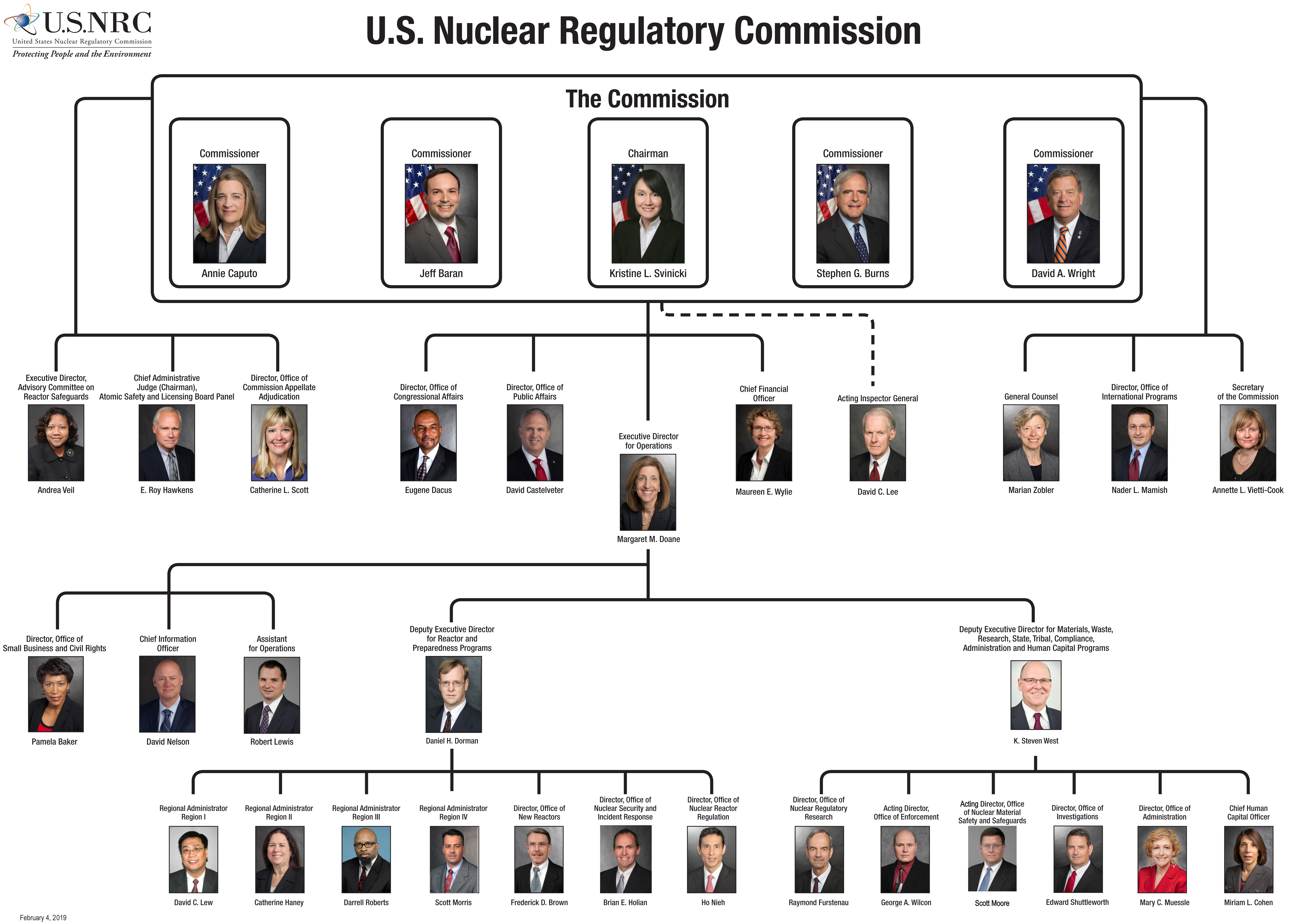
Organizační struktura NRC (ke dni 25. 11. 2020)

Úřad je rozdělen na 4 hlavní větve : 
- Committees and Boards (komise a výbory) 
  - Má na starost hlavní chod úřadu, tvorbu regulací a vytváření politiky úřadu.
- Commission Staff Offices (kanceláře komise) 
  - Zajišťují administrativní úkony NRC a komunikaci NRC s jinými úřady.
- Executive Director for Operations (výkonný ředitel pro jednotlivé pravomoce NRC) 
  - Výkonná větev organizace. Zajišťuje licencování, dodržování bezpečnosti a dohled nad jednotlivými subjekty.
- Office of the Inspector General (hlavní inspektor) 
  - Zajišťuje provádění inspekcí a auditů jaderných zařízení.